# Uwe Bialon
Uwe Bialon (* 20. August 1963 in Aalen) ist ein ehemaliger deutscher Profi-Fußballspieler. Er bestritt seine Karriere in Deutschland, Zypern und in der Schweiz.

## Sportlicher Werdegang
Bialon begann mit dem Fußballspielen beim TSV Essingen und wechselte später zu den Junioren des VfR Aalen und des VfB Stuttgart. Mit der A-Jugend des VfB gewann der Stürmer einmal den deutschen Meistertitel, einmal wurde er deutscher Vizemeister. In der Saison 1982/83 wurde er in den Profikader übernommen und bestritt ein Bundesligaspiel. In der Folge spielte er unter anderem für den BV 08 Lüttringhausen, Tennis Borussia Berlin, Hertha BSC sowie die SG Wattenscheid 09 und kam auf eine Vielzahl an Einsätzen in der Zweiten Bundesliga.
1987 wechselte Bialon zum zyprischen Erstligisten Pezoporikos Larnaka und trug zum Gewinn der Meisterschaft in der Saison 1987/88 bei. In der Folgesaison spielte Bialon mit der Mannschaft im Europapokal der Landesmeister 1988/89. Zwar schied er mit der Mannschaft in der ersten Runde gegen den schwedischen Vertreter IFK Göteborg aus, dennoch blieb er der Mittelmeerinsel und dem zyprischen Fußball treu. In den Folgejahren erreichte der Club Platzierungen im oberen Tabellenmittelfeld. Bialon avancierte zum Publikumsliebling und wurde wegen seiner leidenschaftlichen und physisch betonten Spielweise als „German Tank“ gefeiert. Im Jahr 1994 prägten große Umbrüche den Verein: Zum einen starb der schottische Cheftrainer Smith an Herzversagen, zum anderen fusionierte der Club mit dem Ortsrivalen EPA Larnaka. Bialon verlängerte seine Vertragslaufzeit beim neugegründeten Verein AEK Larnaka nicht und wechselte innerhalb des zyprischen Fußballoberhauses zu AEL Limassol. Nach einer Spielzeit wechselte er zum Schweizer Zweitligisten FC Sursee.
Nach seiner Karriere im Ausland kehrte Bialon aus familiären Gründen nach Deutschland zurück und zog mit seiner Familie nach Berlin. Im Berliner Amateurfußball hatte er in den letzten Jahren seiner aktiven Spielerkarriere Erfolge mit u. a. Tasmania Berlin. Bis zum Karriereende war er für seinen harten und platzierten Schuss bekannt. In der Saison 2017/18 stieg er mit den Ü50-Kickern vom FC Viktoria 1889 als Tabellenerster in die Landesliga auf.
Bialon ist als Trainer im Amateurbereich tätig. Er übernahm die Teamleitung u. a. des Berliner Clubs Olympiakos Berlin (heute bekannt unter FC Hellas), BFC Germania 1888, SC Union Südost sowie in Brandenburg des BSC Preußen 07 Blankenfelde-Mahlow und des Brandenburgligisten Ludwigsfelder FC. Mit dem BSC Preußen 07 Blankenfelde-Mahlow erreichte Bialon in der Spielzeit 2009/10 den zweiten Platz in der Brandenburgischen Landesliga Süd und verpasste knapp den Aufstieg in die Brandenburgliga (Verbandsliga).
Zur Saison 2017/18 wurde Bialon Trainer beim Friedenauer TSC. Der Schöneberger Verein war in der Saison 2016/17 aus der Berliner Landesliga (Staffel 1) abgestiegen. Mit einer neu zusammengestellten Mannschaft gelang Bialon der Wiederaufstieg in Landesliga als Zweitplatzierter der Berliner Bezirksliga (Staffel 1).